# Rälgen
Rälgen är en sjö i Vansbro kommun i Dalarna och ingår i Dalälvens huvudavrinningsområde. Sjön har en area på 0,821 kvadratkilometer och ligger 235 meter över havet. Sjön avvattnas av vattendraget Rälgdiket.

## Delavrinningsområde
Rälgen ingår i det delavrinningsområde (672004-141597) som SMHI kallar för Mynnar i Hulan. Medelhöjden är 274 meter över havet och ytan är 10,6 kvadratkilometer. Det finns inga avrinningsområden uppströms utan avrinningsområdet är högsta punkten. Rälgdiket som avvattnar avrinningsområdet har biflödesordning 4, vilket innebär att vattnet flödar genom totalt 4 vattendrag innan det når havet efter 312 kilometer. Avrinningsområdet består mestadels av skog (63 procent) och sankmarker (11 procent). Avrinningsområdet har 1,05 kvadratkilometer vattenytor vilket ger det en sjöprocent på 9,9 procent.